# M916 Bellis (1986)
De M916 Bellis is een Belgische mijnenjager van de Marinecomponent van de Belgische Strijdkrachten. Het schip behoort tot de tripartiteklasse, in België ook aangeduid als Bellisklasse.
Het schip werd in 1986 te water gelaten op de Mercantile-Belyard scheepswerf te Rupelmonde.  De stad Aarlen is peter van het schip. De thuishaven van het schip is het Kwartier Marinebasis Zeebrugge.  In 2007 ontving het schip een groot onderhoud en modernisering van het wapensysteem in het kader van het BeNeCUP-project (Capability Upgrade Program).
Het schip nam in 1987 deel aan de reddingsoperatie bij het kapseizen van de Herald of Free Enterprise, in 1997 figureerde het bij de televisieopnames van Windkracht 10. In 2005 nam het samen met heel wat andere Europese mijnenjagers deel aan de "Open Spirit" operatie, waarbij mijnen en andere explosieven die achtergelaten waren tijdens de Eerste en Tweede Wereldoorlog uit de Oostzee verwijderd werden.
Het rompnummer M916 was eerder reeds gebruikt voor de MSC Bastogne, in 1953 oorspronkelijk gebouwd voor de United States Navy in Boston en in 1954 overgedragen aan de Belgische zeemacht. In 1966 werd de Bastogne verkocht aan de Noorse marine. Het motto van het schip is "Luctor et emergo" (vecht en overleef).
In 1990-1991, tijdens de eerste Golfoorlog, deed het schip in de Antwerpse haven dienst als verblijfplaats voor duikers van het 11 Bataljon Genie van Burcht. Dit om Amerikaanse vrachtschepen in het Delwaidedok op explosieven te controleren onder de waterlijn. Deze (militaire) vrachtschepen voerden militair materiaal aan voor verdere verscheping naar de Perzische Golf.

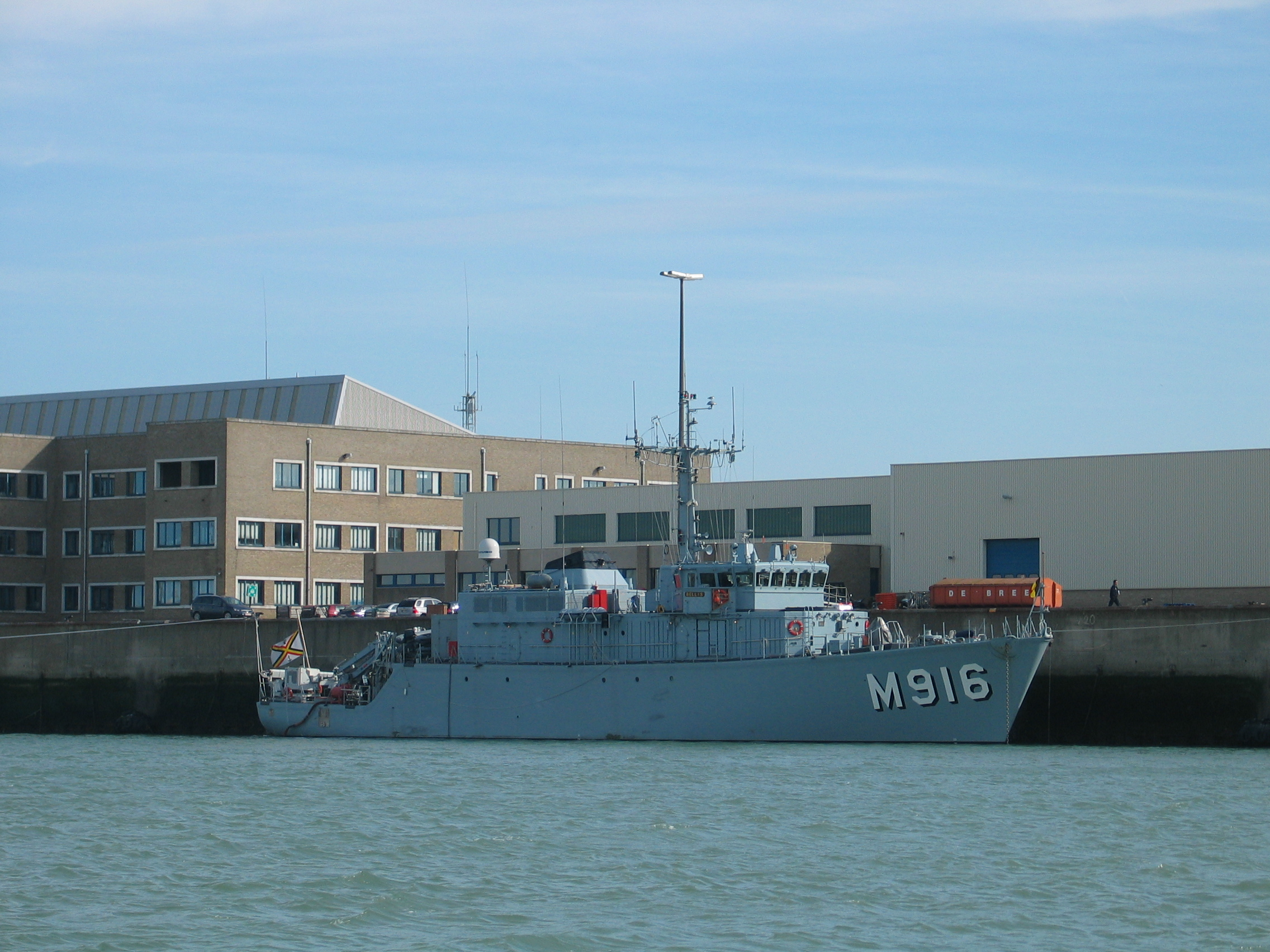
M916 aangemeerd in Zeebrugge